# Clermont-Savès
Clermont-Savès település Franciaországban, Gers megyében. Lakosainak száma 402 fő (2022. január 1.). Clermont-Savès Razengues, Beaupuy, L’Isle-Jourdain, Monferran-Savès és Marestaing községekkel határos.

## Népesség
A település népességének változása:
| Lakosok száma | 84   | 109  | 137  | 223  | 257  | 270  | 326  | 397  | 414  | 402  |
|               | 1968 | 1982 | 1990 | 2006 | 2013 | 2015 | 2017 | 2019 | 2020 | 2022 |